# Liste von Seen in Deutschland/P–Q
| Name                       | Stadt/Gemeinde/Landkreis              | Land                   | Fläche in km² |
| -------------------------- | ------------------------------------- | ---------------------- | ------------- |
| Pagelsee                   | Kratzeburg                            | Mecklenburg-Vorpommern | 0,526         |
| Panzertalsperre            | Remscheid                             | Nordrhein-Westfalen    | 0,03          |
| Papillensee                | Märkische Schweiz                     | Brandenburg            |               |
| Pappelsee (Bad Oeynhausen) | Bad Oeynhausen                        | Nordrhein-Westfalen    |               |
| Pappelsee                  | Dietingen                             | Baden-Württemberg      |               |
| Pappelsee                  | Kamp-Lintfort                         | Nordrhein-Westfalen    |               |
| Parksee                    | Bad Bodenteich                        | Niedersachsen          |               |
| Parksee                    | Panker                                | Schleswig-Holstein     | 0,05          |
| Parksee Lohne              | Isernhagen                            | Niedersachsen          | 0,03          |
| Parsteiner See             | Brodowin                              | Brandenburg            | 10,03         |
| Partwitzer See             | Elsterheide                           | Brandenburg, Sachsen   | 11,4          |
| Parumer See                | Güstrow                               | Mecklenburg-Vorpommern | 2,07          |
| Paschensee                 | Landkreis Ludwigslust-Parchim         | Mecklenburg-Vorpommern | 0,52          |
| Passader See               | Passade                               | Schleswig-Holstein     | 2,73          |
| Passower See               | Passow                                | Mecklenburg-Vorpommern | 0,36          |
| Pätzer Hintersee           | Bestensee                             | Brandenburg            |               |
| Pätzer Vordersee           | Friedersdorf                          | Brandenburg            | 1,7           |
| Pechsee                    | Berlin                                | Berlin                 |               |
| Pechteichsee               | Finowfurt                             | Brandenburg            |               |
| Peetschsee                 | Wustrow                               | Mecklenburg-Vorpommern | 0,33          |
| Peetzsee                   | Grünheide (Mark)                      | Brandenburg            | 0,61          |
| Penzliner See              | Penzlin                               | Mecklenburg-Vorpommern | 0,472         |
| Pelhamer See               | Stephanskirchen                       | Bayern                 | 0,71          |
| Perfstausee                | Biedenkopf-Breidenstein               | Hessen                 | 0,15          |
| Peringssee                 | Bedburg, Bergheim                     | Nordrhein-Westfalen    | 0,18          |
| Perlenbachtalsperre        | Monschau                              | Nordrhein-Westfalen    | 0,15          |
| Perlsee                    | Cham                                  | Bayern                 | 0,07          |
| Petersdorfer See           | Landkreis Mecklenburgische Seenplatte | Mecklenburg-Vorpommern | 1,0           |
| Petersdorfer See           | Landkreis Oder-Spree                  | Brandenburg            | 0,487         |
| Petersdorfer See           | Odervorland                           | Brandenburg            |               |
| Pfaffenteich               | Schwerin                              | Mecklenburg-Vorpommern | 0,123         |
| Pfählingssee               | Zossen                                | Brandenburg            |               |
| Pfarrsee                   | Wokuhl-Dabelow                        | Mecklenburg-Vorpommern |               |
| Phoenixsee                 | Dortmund                              | Nordrhein-Westfalen    | 0,24          |
| Pichelssee                 | Berlin                                | Berlin                 |               |
| Pilsensee                  | Seefeld                               | Bayern                 | 1,95          |
| Pingsdorfer See            | Brühl                                 | Nordrhein-Westfalen    | 0,24          |
| Pinnsee                    | Mölln                                 | Schleswig-Holstein     | 0,025         |
| Pinnower See               | Hohen Neuendorf                       | Brandenburg            |               |
| Pinnower See               | Pinnow                                | Mecklenburg-Vorpommern | 2,59          |
| Plasterinsee               | Neustrelitz                           | Mecklenburg-Vorpommern | 0,34          |
| Plätlinsee                 | Wustrow                               | Mecklenburg-Vorpommern | 2,42          |
| Plauer See                 | Plau am See                           | Mecklenburg-Vorpommern | 38,4          |
| Plauer See                 | Brandenburg an der Havel              | Brandenburg            | 6,4           |
| Plöner See 1               | Plön                                  | Schleswig-Holstein     | 28,4          |
| Ploggensee                 | Grevesmühlen                          | Mecklenburg-Vorpommern | 0,165         |
| Plötscher See              | Ratzeburg                             | Schleswig-Holstein     | 0,08          |
| Plötzensee                 | Berlin                                | Berlin                 | 0,077         |
| Plötzensee                 | Bernau bei Berlin                     | Brandenburg            |               |
| Plötzensee                 | Plau am See                           | Mecklenburg-Vorpommern |               |
| Pohlesee                   | Berlin                                | Berlin                 |               |
| Poelvenn                   | Nettetal                              | Nordrhein-Westfalen    | 0,245         |
| Pomelsee                   | Wesenberg                             | Mecklenburg-Vorpommern | 0,15          |
| Poschfenn                  | Michendorf                            | Brandenburg            | 0,06          |
| Postsee                    | Preetz                                | Schleswig-Holstein     | 2,764         |
| Prelitzsee                 | Rechlin                               | Mecklenburg-Vorpommern | 0,045         |
| Prierowsee                 | Zossen                                | Brandenburg            |               |
| Priesterbäkersee           | Kargow                                | Mecklenburg-Vorpommern |               |
| Priestersee                | Grünheide                             | Brandenburg            |               |
| Priestersee                | Nadrensee                             | Mecklenburg-Vorpommern | 0,027         |
| Priestersee                | Seedorf                               | Schleswig-Holstein     | 0,15          |
| Prüzener See               | Gülzow-Prüzen                         | Mecklenburg-Vorpommern | 0,319         |
| Probstsee                  | Stuttgart                             | Baden-Württemberg      |               |
| Pröbstingsee               | Borken                                | Nordrhein-Westfalen    |               |
| Prophetensee               | Quickborn                             | Schleswig-Holstein     |               |
| Pütter See                 | Lüssow                                | Mecklenburg-Vorpommern | 0,05          |
| Pulheimer See              | Pulheim                               | Nordrhein-Westfalen    | 0,25          |
| Pulower See                | Lassan                                | Mecklenburg-Vorpommern | 0,10          |
| Pulvermaar                 | Daun                                  | Rheinland-Pfalz        | 0,335         |
| Putzarer See               | Spantekow                             | Mecklenburg-Vorpommern | 1,68          |
| Quenzsee                   | Brandenburg an der Havel              | Brandenburg            | 0,68          |